# Рахиня (заповідне урочище)
Рахи́ня — заповідне урочище в Україні. Об'єкт природно-заповідного фонду Івано-Франківської області. 
Розташоване в межах Долинського району Івано-Франківської області, неподалік від села Рахиня. 
Площа 10,4 га. Статус надано згідно з рішенням облвиконкому від 07.07.1972 року № 264. Перебуває у віданні ДП «Болехівський лісгосп» (Рахинське л-во, кв. 98, вид. 3). 
Статус надано для збереження частини лісового масиву з насадженнями дуба північного віком понад 100 років. 